# Jamais je ne t'ai promis un jardin de roses
Pour plus de détails, voir Fiche technique et Distribution.
Jamais je ne t’ai promis un jardin de roses (titre original : I Never Promised You a Rose Garden) est un film américain d'Anthony Page sorti en 1977.
À l'instar du film Vol au-dessus d'un nid de coucous, réalisé deux ans plus tôt par Miloš Forman, ce film, au budget moins ambitieux, présente l'univers de la prise en charge des malades dans un service psychiatrique, avec la même absence de complaisance, mais de façon plus romancée, en s'inspirant d'un roman à succès, écrit treize ans plus tôt.
L'affiche française du film présente celui-ci en ces termes : « Elle a 16 ans, elle est au bord de la folie, de l'amour et de la vie ».

## Synopsis
Deborah Blake (interprétée par Kathleen Quinlan), une jeune fille de 16 ans atteinte d'une forme de schizophrénie passe une grande partie de sa vie d'adolesente dans une sorte de rêve éveillé où elle s'imagine vivre dans un royaume fantastique assez délirant et étrange.
Après une tentative de suicide, Deborah est hospitalisée dans un établissement psychiatrique, mais les malades et l'environnement hostile de l'endroit menacent de la déstabiliser encore davantage et d'accentuer son délire. C'est alors que le Dr Fried, une femme psychiatre (Bibi Andersson) va s'intéresser à son cas et l'aider à s'en sortir.

## Fiche technique
- Titre : Jamais je ne t'ai promis un jardin de roses
- Titre original : I Never Promised You a Rose Garden
- Réalisation : Anthony Page
- Scénario : Lewis John Carlino
- Année : 1977
- Durée : 96 min
- Pays :  États-Unis
- Genre : drame
- Date de sortie : 
  -  États-Unis : 14 juillet 1977
  -  France : 26 avril 1978

## Distribution
- Kathleen Quinlan (VF : Francine Lainé) : Deborah Blake
- Bibi Andersson (VF : Martine Sarcey) : la Dr Fried
- Ben Piazza (VF : Edmond Bernard) : Jay Blake
- Lorraine Gary (VF : Jacqueline Cohen) : Ester Blake
- Darlene Craviotto (en) (VF : Béatrice Delfe) : Carla
- Reni Santoni (VF : Sady Rebbot) : Hobbs
- Susan Tyrrell (VF : Michèle Bardollet) : Lee
- Signe Hasso : Helene
- Norman Alden (VF : André Valmy) : McPherson
- Sylvia Sidney (VF : Paula Dehelly) : miss Coral
- Dennis Quaid : Shark, le lanceur de baseball
- Barbara Steele : Idat (scènes coupées)
- Clint Howard (VF : Maurice Sarfati) : le receveur
- Paul Jenkins (en) (VF : Bernard Murat) : le Dr Royston
- Samantha Harper (en) (VF : Nadine Alari) : la thérapeute
- Pamela Seamon (en) (VF : Claude Chantal) : l'élève infirmière

## Autour du film
Le scénario de ce  film est l'adaptation d'un roman écrit par la romancière américaine, Joanne Greenberg, et dont le titre original est I Never Promised You a Rose Garden. Joanne Greenberg le signa à l'époque sous le nom de plume d'Hannah Green.
C'est la troisième réalisation du cinéaste britannique Anthony Page, plus connu pour avoir réalisé le remake du film Une femme disparaît d'Alfred Hitchcock en 1979, et qui fut par la même occasion, l'ultime réalisateur de cinéma de la mythique société de production britannique Hammer Films, qui cessa toute production cinématographique la même année (mais qui continua encore à produire des téléfilms pendant quelques années).
Le roman et le scénario du film ont fait l'objet d'une adaptation théâtrale aux États-Unis dirigée par Walter L. Newton.

## Distinction
Le film fut nommé aux Golden Globes de 1978 dans deux catégories : celle du meilleur film dramatique et celle de la meilleure actrice dramatique pour Kathleen Quinlan mais il n'obtint aucune de ces deux récompenses.